# Sci di fondo ai IX Giochi paralimpici invernali
Le gare di sci di fondo ai IX Giochi paralimpici invernali si sono disputate dal 12 al 19 marzo 2006 a Pragelato, nell'impianto Pragelato Plan.

## Gare maschili

### 5 km - In piedi (Libera)
Pragelato, 11 marzo
| Pos. | Atleta             | Nazione     | Risultato |
| ---- | ------------------ | ----------- | --------- |
| 1    | Steven Cook        | Stati Uniti | 12'36"20  |
| 2    | Siarhei Silchanka  | Bielorussia | 12'41"00  |
| 3    | Thomas Oelsner     | Germania    | 12'45"30  |
| 4    | Kirill Mikhaylov   | Russia      | 13'00"60  |
| 5    | Kjartan Haugen     | Norvegia    | 13'03"80  |
| 6    | Rustam Garifoullin | Russia      | 13'09"10  |

### 5 km - Seduti
Pragelato, 11 marzo
| Pos. | Atleta             | Nazione | Risultato |
| ---- | ------------------ | ------- | --------- |
| 1    | Taras Kryjanovski  | Russia  | 15'38"80  |
| 2    | Iurii Kostiuk      | Ucraina | 15'39"40  |
| 3    | Alain Marguerettaz | Francia | 15'59"70  |
| 4    | Sergej Shilov      | Russia  | 16'02"00  |
| 5    | Oliver Anthofer    | Austria | 16'06"02  |
| 6    | Vladimir Kiselëv   | Russia  | 16'26"70  |

### 5 km - Disabili visivi (Libera)
Pragelato, 11 marzo
| Pos. | Atleta             | Nazione     | Risultato |
| ---- | ------------------ | ----------- | --------- |
| 1    | Brian McKeever     | Canada      | 11'35"10  |
| 2    | Frank Hoefle       | Germania    | 11'52"50  |
| 3    | Helge Flo          | Norvegia    | 12'13"90  |
| 4    | Wilhelm Brem       | Germania    | 12'19"20  |
| 5    | Irek Mannov        | Russia      | 12'19"70  |
| 6    | Vasili Shaptsiaboi | Bielorussia | 12'20"40  |

### 10 km - In piedi (Classica)
Pragelato, 15 marzo
| Pos. | Atleta            | Nazione     | Risultato |
| ---- | ----------------- | ----------- | --------- |
| 1    | Steven Cook       | Stati Uniti | 27'22"80  |
| 2    | Alfis Makamedinov | Russia      | 27'59"80  |
| 3    | Kirill Mikhaylov  | Russia      | 28'06"50  |
| 4    | Kjartan Haugen    | Norvegia    | 28'08"30  |
| 5    | Svein Lilleberg   | Norvegia    | 28'11"40  |
| 6    | Ilkka Tuomisto    | Finlandia   | 29'09"50  |

### 10 km - Seduti
Pragelato, 15 marzo
| Pos. | Atleta            | Nazione | Risultato |
| ---- | ----------------- | ------- | --------- |
| 1    | Taras Kryjanovski | Russia  | 26'43"60  |
| 2    | Sergej Shilov     | Russia  | 26'52"10  |
| 3    | Iurii Kostiuk     | Ucraina | 27'10"90  |
| 4    | Vladimir Kiselëv  | Russia  | 27'11"50  |
| 5    | Oliver Anthofer   | Austria | 27'18"60  |
| 6    | Enzo Masiello     | Italia  | 27'37"60  |

### 10 km - Disabili visivi (Classica)
Pragelato, 15 marzo
| Pos. | Atleta             | Nazione     | Risultato |
| ---- | ------------------ | ----------- | --------- |
| 1    | Brian McKeever     | Canada      | 26'09"50  |
| 2    | Vasili Shaptsiaboi | Bielorussia | 26'55"50  |
| 3    | Valery Koupchinsky | Russia      | 27'10"20  |
| 4    | Frank Hoefle       | Germania    | 27'28"60  |
| 5    | Oleh Munts         | Ucraina     | 27'32"50  |
| 6    | Helge Flo          | Norvegia    | 28'24"90  |

### Staffetta 1x3,75 km + 2x5 km
Pragelato, 17 marzo
| Pos. | Nazione     | Atleti                                                 | Risultato |
| ---- | ----------- | ------------------------------------------------------ | --------- |
| 1    | Norvegia    | Kjartan Haugen, Karl Einar Henriksen, Andreas Hustveit | 39'58"50  |
| 2    | Russia      | Rustam Garifoullin, Irek Mannov, Sergej Shilov         | 40'00"10  |
| 3    | Ucraina     | Vitaliy Lukyanenko, Vladyslav Morozov, Oleh Munts      | 40'06"90  |
| 4    | Germania    | Wilhelm Brem, Frank Hoefle, Michael Weymann            | 40'08"30  |
| 5    | Russia      | Vladimir Kiselëv, Alfis Makamedinov, Kirill Mikhaylov  | 40'52"90  |
| 6    | Stati Uniti | Steven Cook, Michael Crenshaw, Christopher Klebl       | 40'58"00  |

### 15 km - Seduti
Pragelato, 18 marzo
| Pos. | Atleta                | Nazione     | Risultato |
| ---- | --------------------- | ----------- | --------- |
| 1    | Iurii Kostiuk         | Ucraina     | 41'49"60  |
| 2    | Taras Kryjanovski     | Russia      | 42'51"90  |
| 3    | Sergej Shilov         | Russia      | 42'59"90  |
| 4    | Enzo Masiello         | Italia      | 43'07"20  |
| 5    | Vladimir Kiselëv      | Russia      | 43'30"10  |
| 6    | Aliaksandr Davidovich | Bielorussia | 43'35"10  |

### 20 km - In piedi (Classica)
Pragelato, 19 marzo
| Pos. | Atleta            | Nazione     | Risultato  |
| ---- | ----------------- | ----------- | ---------- |
| 1    | Kirill Mikhaylov  | Russia      | 58'44"30   |
| 2    | Alfis Makamedinov | Russia      | 58'45"80   |
| 3    | Steven Cook       | Stati Uniti | 59'42"20   |
| 4    | Ilkka Tuomisto    | Finlandia   | 1:01'27"40 |
| 5    | Yoshihiro Nitta   | Giappone    | 1:01'39"30 |
| 6    | Svein Lilleberg   | Norvegia    | 1:01'39"80 |

### 20 km - Disabili visivi (Classica)
Pragelato, 19 marzo
| Pos. | Atleta             | Nazione     | Risultato |
| ---- | ------------------ | ----------- | --------- |
| 1    | Oleh Munts         | Ucraina     | 56'55"90  |
| 2    | Brian McKeever     | Canada      | 57'07"60  |
| 3    | Vasili Shaptsiaboi | Bielorussia | 58'08"40  |
| 4    | Valery Koupchinsky | Russia      | 58'19"20  |
| 5    | Wilhelm Brem       | Germania    | 58'26"60  |
| 6    | Frank Hoefle       | Germania    | 58'45"30  |

## Gare femminili

### 5 km - In piedi (Libera)
Pragelato, 11 marzo
| Pos. | Atleta             | Nazione  | Risultato |
| ---- | ------------------ | -------- | --------- |
| 1    | Katarzyna Rogowiec | Polonia  | 15'00"70  |
| 2    | Anna Burmistrova   | Russia   | 15'28"00  |
| 3    | Yuliya Batenkova   | Ucraina  | 15'45"60  |
| 4    | Anne Floriet       | Francia  | 16'07"00  |
| 5    | Chiara Devittori   | Svizzera | 16'28"50  |
| 6    | Alena Gorbunova    | Russia   | 16'53"00  |

### 2,5 km - Seduti
Pragelato, 11 marzo
| Pos. | Atleta             | Nazione     | Risultato |
| ---- | ------------------ | ----------- | --------- |
| 1    | Olena Iurkovska    | Ucraina     | 8'27"90   |
| 2    | Liudmila Vauchok   | Bielorussia | 8'46"50   |
| 3    | Lyudmilya Pavlenko | Ucraina     | 8'54"00   |
| 4    | Irina Polyakova    | Russia      | 9'00"00   |
| 5    | Svitlana Tryfonova | Ucraina     | 9'23"20   |
| 6    | Colette Bourgonje  | Canada      | 9'30"50   |

### 5 km - Disabili visivi (Libera)
Pragelato, 11 marzo
| Pos. | Atleta                | Nazione     | Risultato |
| ---- | --------------------- | ----------- | --------- |
| 1    | Verena Bentele        | Germania    | 14'22"10  |
| 2    | Tatiana Ilyuchenko    | Russia      | 14'55"90  |
| 3    | Lioubov Vasilieva     | Russia      | 15'13"50  |
| 4    | Elvira Ibraginova     | Russia      | 15'54"10  |
| 5    | Emilie Tabouret       | Francia     | 15'57"50  |
| 6    | Yadviha Skarabahataya | Bielorussia | 16'18"10  |

### 10 km - In piedi (Classica)
Pragelato, 15 marzo
| Pos. | Atleta             | Nazione  | Risultato |
| ---- | ------------------ | -------- | --------- |
| 1    | Anna Burmistrova   | Russia   | 34'12"20  |
| 2    | Yuliya Batenkova   | Ucraina  | 34'30"80  |
| 3    | Anne Floriet       | Francia  | 34'39"30  |
| 4    | Katarzyna Rogowiec | Polonia  | 34'55"50  |
| 5    | Chiara Devittori   | Svizzera | 35'18"10  |
| 6    | Alena Gorbunova    | Russia   | 35'46"40  |

### 5 km - Seduti
Pragelato, 15 marzo
| Pos. | Atleta             | Nazione     | Risultato |
| ---- | ------------------ | ----------- | --------- |
| 1    | Olena Iurkovska    | Ucraina     | 16'39"70  |
| 2    | Liudmila Vauchok   | Bielorussia | 17'12"80  |
| 3    | Colette Bourgonje  | Canada      | 17'18"70  |
| 4    | Lyudmilya Pavlenko | Ucraina     | 17'28"10  |
| 5    | Svitlana Tryfonova | Ucraina     | 17'40"40  |
| 6    | Irina Polyakova    | Russia      | 18'01"40  |

### 10 km - Disabili visivi (Classica)
Pragelato, 15 marzo
| Pos. | Atleta                | Nazione     | Risultato |
| ---- | --------------------- | ----------- | --------- |
| 1    | Lioubov Vasilieva     | Russia      | 32'40"60  |
| 2    | Tatiana Ilyuchenko    | Russia      | 33'00"80  |
| 3    | Yadviha Skarabahataya | Bielorussia | 33'39"90  |
| 4    | Verena Bentele        | Germania    | 33'50"00  |
| 5    | Viktoriya Chernova    | Russia      | 33'51"50  |
| 6    | Miyuki Kobayashi      | Giappone    | 34'43"30  |

### Staffetta 3x2,5 km
Pragelato, 17 marzo
| Pos. | Nazione     | Atleti                                                 | Risultato |
| ---- | ----------- | ------------------------------------------------------ | --------- |
| 1    | Russia      | Tatiana Ilyuchenko, Irina Polyakova, Lioubov Vasilieva | 23'31"40  |
| 2    | Bielorussia | Yadviha Skarabahataya, Larysa Varona, Liudmila Vauchok | 24'10"10  |
| 3    | Ucraina     | Yuliya Batenkova, Olena Iurkovska, Lydmyla Pavlenko    | 24'54"50  |
| 4    | Francia     | Anne Floriet, Nathalie Morin, Emilie Tabouret          | 26'27"00  |
| 5    | Giappone    | Momoko Dekijima, Miyuki Kobayashi, Shoko Ota           | 26'36"90  |
| 6    | Polonia     | Grazyna Gron, Katarzyna Rogowiec, Anna Szarota         | 27'23"70  |

### 10 km - Seduti
Pragelato, 18 marzo
| Pos. | Atleta             | Nazione     | Risultato |
| ---- | ------------------ | ----------- | --------- |
| 1    | Liudmila Vauchok   | Bielorussia | 30'54"50  |
| 2    | Olena Iurkovska    | Ucraina     | 31'50"90  |
| 3    | Colette Bourgonje  | Canada      | 32'18"80  |
| 4    | Lyudmilya Pavlenko | Ucraina     | 32'42"20  |
| 5    | Monica Bascio      | Stati Uniti | 33'00"60  |
| 6    | Svitlana Tryfonova | Ucraina     | 33'25"30  |

### 15 km - In piedi (Classica)
Pragelato, 19 marzo
| Pos. | Atleta             | Nazione     | Risultato |
| ---- | ------------------ | ----------- | --------- |
| 1    | Katarzyna Rogowiec | Polonia     | 52'41"00  |
| 2    | Anna Burmistrova   | Russia      | 54'29"10  |
| 3    | Yuliya Batenkova   | Ucraina     | 55'20"00  |
| 4    | Chiara Devittori   | Svizzera    | 57'26"90  |
| 5    | Iryna Kyrychenko   | Ucraina     | 57'54"80  |
| 6    | Larysa Varona      | Bielorussia | 58'09"30  |

### 15 km - Disabili visivi (Classica)
Pragelato, 19 marzo
| Pos. | Atleta                | Nazione     | Risultato |
| ---- | --------------------- | ----------- | --------- |
| 1    | Lioubov Vasilieva     | Russia      | 52'52"90  |
| 2    | Yadviha Skarabahataya | Bielorussia | 53'21"10  |
| 3    | Tatiana Ilyuchenko    | Russia      | 53'31"00  |
| 4    | Sisko Kiiski          | Finlandia   | 54'05"30  |
| 5    | Verena Bentele        | Germania    | 54'28"40  |
| 6    | Miyuki Kobayashi      | Giappone    | 55'07"20  |

## Medagliere per nazioni
| Pos | Nazione     | Oro | Argento | Bronzo | Totale |
| --- | ----------- | --- | ------- | ------ | ------ |
| 1   | Russia      | 7   | 9       | 5      | 21     |
| 2   | Ucraina     | 4   | 3       | 6      | 13     |
| 3   | Canada      | 2   | 1       | 2      | 5      |
| 4   | Stati Uniti | 2   | 0       | 1      | 3      |
| 5   | Polonia     | 2   | 0       | 0      | 2      |
| 6   | Bielorussia | 1   | 6       | 2      | 9      |
| 7   | Germania    | 1   | 1       | 1      | 3      |
| 8   | Norvegia    | 1   | 0       | 1      | 2      |
| 9   | Francia     | 0   | 0       | 2      | 2      |